# Géraldine Ruckstuhl
Géraldine Ruckstuhl (Suiza, 24 de febrero de 1998) es una atleta suiza especializada en la prueba de heptatlón, en la que consiguió ser campeona mundial juvenil en 2015.

## Carrera deportiva
En el Campeonato Mundial Juvenil de Atletismo de 2015 ganó la medalla de oro en la competición de heptatlón, con una puntuación de 6037 putnos, por delante de la austriaca Sarah Lagger y la ucraniana Alina Shukh.
En 2018, en el Campeonato de Europa de Atletismo en Berlín, Géraldine Ruckstuhl participó en el heptatlón y ocupó el 9. lugar, logrando un total de 6173 puntos.